# Meia Lantinga
Meia Lantinga (ca. 1948) is een Nederlands politicus van de PvdA.
Ze is afkomstig uit de provincie Groningen en was vanaf 1978 gemeenteraadslid in de gemeente Hoogezand-Sappemeer. Na daar ook enige tijd wethouder te zijn geweest volgde in september 1993 haar benoeming tot burgemeester van de Drentse gemeente Smilde. In april 1997 werd Lantinga de burgemeester van Menterwolde. In januari 2003 bleek voor een herbenoeming onvoldoende steun waarna ze haar ontslag indiende hoewel ze officieel tot 1 april 2003 aanbleef. In januari werd Lo van Kats benoemd tot waarnemend burgemeester van Menterwolde. In 2006 stond Lantinga in de gemeente Aa en Hunze op de PvdA-kandidatenlijst voor de gemeenteraadsverkiezingen. Ze dacht op een onverkiesbare plaats te staan maar werd toch gekozen waarna ze nog 4 jaar gemeenteraadslid was.